# Benny Kejansi
Benny Kejansi (16 december 1973) is een Surinaams oud-voetballer. Hij speelde als aanvaller voor Inter Moengotapoe en in het Surinaams voetbalelftal.

## Carrière
Kejansi speelde voor Inter Moengotapoe uit Moengo in de SVB Hoofdklasse. Zijn tweede seizoen (1999-2000) sloot hij af als gedeeld-topscorer van de competitie, naast Ifenildo Vlijter van House of Billiards (HoB); elk scoorden ze 24 doelpunten.
In het Surinaams voetbalelftal debuteerde op 31 maart 1996, in een wedstrijd tegen Jamaica die Suriname met 1-0 verloor. Hij voetbalde bij elkaar dertien keer tijdens kwalificatiewedstrijden, voor het WK, de CONCACAF Gold Cup en de Caribbean Cup.